# V.League Top Match 2010 (femminile)
Il V.League Top Match 2010 si è svolto il 25 aprile 2010: al torneo hanno partecipato una squadra di club giapponese e una squadra di club sudcoreana; la vittoria finale è andata per la prima volta alle Toray Arrows.

## Regolamento
Si affrontano in gara unica il club campione della V.Premier League giapponese ed il vincitore della V-League sudcoreana.

## Partecipanti
| Squadra      | Qualificazione                         | Ultima partecipazione   |
| ------------ | -------------------------------------- | ----------------------- |
| KT&G Ariels  | Vincitrice V-League 2009-10            | Debutto                 |
| Toray Arrows | Vincitrice in V.Premier League 2009-10 | V.League Top Match 2009 |

## Torneo
| 25 aprile 2010 Hanyang University Gymnasium, Seul Durata: 1h:43 - Spettatori: 2 658 | KT&G Ariels | 2 - 3 | Toray Arrows | 18-25, 25-19, 27-29, 25-19, 10-15 |

## Premi individuali
| Premio                 | Giocatrice   | Squadra      |
| ---------------------- | ------------ | ------------ |
| MVP                    | Saori Kimura | Toray Arrows |
| Most Impressive Player | Kim Sa-nee   | KT&G Ariels  |